# 延焼
延焼（えんしょう）とは、火災で火が別の建物や地域に燃え広がること。なお、他から出火した火災のもらい火で特定の建造物などが焼けることを類焼といい区別する。

## 建物火災
建物火災では「1棟の建物の火災が、他の棟の建物に及ぶこと」を延焼という。
都市計画レベルでは、緑地帯、広場、線路、河川等の都市防火施設を設け、その沿線に耐火建築物を配置して延焼遮断帯とすることがある。
耐火建築物には延焼を防ぐために外壁の開口部に防火戸などが設置される。

## 林野火災
林野火災に関しては延焼阻止や監視のための研究が行われている。林野火災の延焼域は尾根や河谷などの大地形の影響を受ける。

## 延焼罪
日本の刑法では、自己の所有する物に放火する行為（刑法第109条2項、第110条2項）は、通常の放火罪とは異なる構成要件が用意され法定刑が減じられるが、他人所有の現住建造物や非現住建造物などに延焼させた場合には法定刑が加重される（刑法第111条）。これを特に延焼罪と呼称する。
刑法上の「延焼」とは「行為者が予期しなかった物に燃え移って、これを焼損すること」をいう。

## ネット用語
ネットで使われるスラングである「炎上」に対応して「延焼」という用語が用いられることがある。